# Notiosorex villai
La musaraña gris de Villa (Notisorex villai) es una especie de mamífero soricomorfo de la familia Soricidae. Se encuentra en el suroeste del estado de Tamaulipas (México).